# Wikariusz generalny Rzymu
Wikariusz generalny Rzymu – oficjalnie Wikariusz Generalny Jego Świątobliwości dla diecezji Rzymu. Duchowny, powoływany przez papieża, którego obowiązkiem jest realizacja bieżących zadań biskupa diecezji rzymskiej. Urząd pełni zwyczajowo kardynał, któremu przysługuje tytuł: „Kardynał wikariusz”. W wypadku gdy urząd pełni osoba spoza Kolegium Kardynalskiego, duchowny tytułowany jest „Prowikariuszem”. Wikariusz kieruje Wikariatem Generalnym dla diecezji Rzymskiej. W pracy pomagają mu: wiceregent oraz biskupi pomocniczy Rzymu. Wikariusz generalny Rzymu od 1966 jest z urzędu administratorem apostolskim suburbikarnej diecezji Ostii – której administracja jest scalona z wikariatem rzymskim. Natomiast od 7 listopada 1970, wikariusz Rzymu jest połączony z funkcją archiprezbitera bazyliki św. Jana na Lateranie.
Pierwsze wzmianki o osobie zarządzającej w imieniu papieża diecezją rzymską pochodzą z 1106/1107. Aż do 1260 wikariusze byli powoływani spośród kardynałów, z tym, że zawsze były to nominacje doraźne, związane z nieobecnością papieża w Rzymie. Pierwszym wikariuszem wybranym spośród biskupów był dominikanin Thomas Fusconi de Berta. Zwyczaj ten kontynuowano do konsystorza 29 listopada 1558, kiedy to Paweł IV zarządził, że kolejni wikariusze powoływani będą spośród kardynałów ze święceniami biskupimi. W tym czasie wikariusze diecezji rzymskiej powoływani byli już rutynowo, jako pomocnicy papieża w sprawowaniu posługi duszpasterskiej na terenie jego diecezji, a nie jedynie tymczasowi zastępcy, na czas jego nieobecności.
W momencie śmierci papieża tradycyjnie to kardynał wikariusz ogłasza tę wiadomość; chociaż o śmierci Jana Pawła II zawiadomił abp Leonardo Sandri – Substytut ds. Ogólnych Sekretariatu Stanu. Gdy dochodzi do sede vacante, kardynał wikariusz zachowuje swój urząd.
Od 6 października 2024 funkcję wikariusza generalnego dla diecezji Rzymskiej pełni kard. Baldassare Reina, natomiast emerytowanymi wikariuszami Rzymu są kardynałowie Camillo Ruini i Agostino Vallini.

## Wikariusze generalni

### Wikariusze przed 1558
- Giovanni Marsicano (1106/1107)
  - kardynał biskup Tusculum
- Pietro Senex (1115, 1117–1120)
  - biskup Porto
- Corrado Demetri (1130–1137, 1145, 1147–1149, 1150–1152)
  - późniejszy papież Anastazy IV
- Gregorio Centu (1160)
  - kardynał biskup Sabiny
- Juliusz (1161–1164)
  - kardynał biskup Palestriny
- Giovanni da Sutri (1164–1165, 1177)
  - kardynał prezbiter bazyliki św. Jana i Pawła na Celiusie
- Walter (1167–1168)
  - kardynał biskup Albano
- Gerardo (1184–1188)
  - kardynał diakon S. Adriano
- Ottaviano di Paoli (1198)
  - kardynał biskup Ostia e Velletri
- Pietro Gallocia (1206)
  - kardynał biskup Porto e S. Rufina
- Pietro Sasso (1217)
  - kardynał prezbiter bazyliki św. Pudencjany
- Romano Bonaventura (1236)
  - kardynał biskup Porto e S. Rufina
- Giacomo Pecoraria (1238)
  - kardynał biskup Palestriny
- Stefano Conti (1245–1251)
  - kardynał prezbiter bazyliki Najświętszej Maryi Panny na Zatybrzu
- Riccardo Annibaldi (1252)
  - kardynał diakon S. Angelo
- Tommaso Fusconi di Berta (1260)
  - biskup Sieny
- Giovanni Colonna (1262)
  - biskup Nikozji
- Tommaso da Lentini (1264)
  - biskup Betlejem
- Aldobrandino Cavalcanti (1272)
  - biskup Orvieto
- Latino Malabranca Orsini (1279)
  - kardynał biskup Ostia e Velletri
- Bartolomeo di Grosseto (1288)
  - biskup Grosseto
- Giovanni di Iesi (1290, 1295)
  - biskup Iesi
- Salvo di Recanati (1291)
  - biskup Recanati
- Lamberto di Veglia (1296)
  - biskup Veglia
- Alemanno di Tiro e Oristano (1299)
  - biskup Oristano
- Ranuccio di Cagliari (1301)
  - biskup Cagliari
- Niccolò Alberti (1302)
  - biskup Spoleto
- Giovanni di Osimo (1303)
  - biskup Osimo
- Giacomo di Sutri (1303)
  - biskup Sutrium
- Guittone Farnese (1307)
  - biskup Orvieto
- Isnardo Tacconi (1309)
  - biskup Tebe
- Ruggero da Casole (1313)
  - biskup Sieny
- Giovanni di Nepi (1317)
  - biskup Nepi e Sutri
- Andrea di Terracina (1322, 1325)
  - biskup Terraciny
- Angelo Tignosi (1324, 1325)
  - biskup Viterbo
- Giovanni Pagnotta (1334, 1335)
  - biskup Anagni
- Nicola Zucci (1341)
  - biskup Asyżu
- Raimondo di Rieti (1343)
  - biskup Rieti
- Ponzio di Orvieto (1348, 1349)
  - biskup Orvieto
- Giovanni di Orvieto (1361)
  - biskup Orvieto
- Pietro Boerio (1365)
  - biskup Orvieto
- Giacomo di Muti (1369)
  - biskup Arezzo
- Luca Gentili Ridolfucci (1375)
  - biskup Nocery
- Stefano Palosi (1380)
  - biskup Todi
- Gabriele Gabrieli (1383)
  - biskup Gubbio
- Lorenzo Corvini (1389)
  - biskup Gubbio
- Giovanni di San Paolo fuori le Mura (1392)
  - opat bazyliki św. Pawła za Murami
- Francesco Scaccani (1394, 1399)
  - biskup Noli
- Paolo di Francesco di Roma (1405, 1407)
  - arcybiskup Monreale
- Francesco di San Martino (1411)
  - opat S. Martino w Viterbo
- Giacomo Isolani (1414–1418)
  - kardynał diakon bazyliki św. Eustachego
- Sante di Tivoli (1420, 1421, 1424)
  - biskup Tivoli
- Nicola Lazzaro di Guinigi (1427)
  - biskup Lukki
- Daniele Gari Scotti (1431)
  - biskup Parenzo
- Gasparre di Diano (1431)
  - arcybiskup Conzy
- Stefano di Volterra (1434)
  - biskup Volterry
- Genesio di Cagli (1435)
  - biskup Cagli
- Andrea di Osimo (1437)
  - biskup Osimo
- Giosuè Mormile (1441)
  - biskup Tropei
- Onofrio Francesco (1444)
  - biskup Melfi
- Roberto Cavalcanti (1447, 1448)
  - biskup Volterry
- Berardo Eroli (1449)
  - biskup Spoleto
- Francesco de Lignamine (1458, 1459)
  - biskup Ferrary
- Giovanni Neroni (1461, 1462)
  - biskup Volterry
- Dominico Dominici (1464)
  - biskup Torcello
- Nicola Trevisano (1479, 1487)
  - biskup Cenedy
- Leonardo di Albenga (1485)
  - biskup Albengi
- Giacomo Botta (1486, 1489)
  - biskup Tortony
- Jaime Serra i Cau (1492, 1494)
  - biskup Oristano
- Pietro Gamboa (1501)
  - biskup Carinola
- Pietro Accolti (1505)
  - biskup Ankony
- Domenico Giacobazzi (1511)
  - biskup Lucery
- Andrea Giacobazzi (1520)
  - kanonik watykański
- Paolo Capizucchi (1521)
  - kanonik watykański
- Bartolomeo Guidiccioni (1539)
  - kleryk z Lukki
- Pomponio Cecci (1540)
  - biskup Nepi e Sutri
- Filippo Archinto (1542)
  - biskup Borgo S. Sepolcro
- Ludovico Beccadelli (1554)
  - biskup Ravello
- Pietro di Lucera (1555)
  - biskup Lucery
- Virgilio Rosario (1555)
  - biskup Ischia

### Kardynałowie wikariusze  (od 1558)
- 1558–1559: kard. Virgilio Rosario
- 1560–1587: kard. Giacomo Savelli
- 1588–1603: kard. Girolamo Rusticucci
- 1603–1605: kard. Camillo Borghese
  - późniejszy papież Paweł V
- 1605–1610: kard. Girolamo Pamphili
- 1610–1629: kard. Giovanni Garzia Millini
- 1629–1671: kard. Marzio Ginetti
- 1671: kard. Paluzzo Paluzzi Altieri degli Albertoni
- 1671–1714: kard. Gaspare Carpegna
- 1715–1717: kard. Niccolò Caracciolo
  - pro-wikariusz
- 1717–1721: kard. Giandomenico Paracciani
- 1721–1726: kard. Fabrizio Paolucci
- 1726–1732: kard. Prospero Marefoschi
- 1732–1759: kard. Giovanni Guadagni OCD
- 1759–1762: kard. Antonio Erba-Odescalchi
- 1762–1793: kard. Marcantonio Colonna
- 1793–1795: kard. Andrea Corsini
- 1795–1818: kard. Giulio Maria della Somaglia
- 1818–1820: kard. Lorenzo Litta
- 1820–1823: kard. Annibale della Genga
  - późniejszy papież Leon XII
- 1824–1834: kard. Giacinto Placido Zurla
- 1834–1838: kard. Carlo Odescalchi
- 1838–1841: kard. Giuseppe della Porta Rodiani
- 1841–1876: kard. Costantino Patrizi Naro
- 1876–1884: kard. Raffaele Monaco La Valletta
- 1884–1899: kard. Lucido Maria Parocchi
- 1899–1900: kard. Domenico Jacobini
- 1900–1913: kard. Pietro Respighi
- 1913–1931: kard. Basilio Pompilj
- 1931–1951: kard. Francesco Marchetti Selvaggiani
- 1951–1965: kard. Clemente Micara
- 1965–1968: kard. Luigi Traglia
- 1968–1972: kard. Angelo Dell’Acqua
- 1973–1991: kard. Ugo Poletti
- 1991–2008: kard. Camillo Ruini
- 2008–2017: kard. Agostino Vallini
- 2017–2024: kard. Angelo De Donatis
- od 2024: kard. Baldassare Reina[7]